# Изукар де Матаморос (Изукар де Матаморос, Пуебла)
Изукар де Матаморос (шп. Izúcar de Matamoros) насеље је у Мексику у савезној држави Пуебла у општини Изукар де Матаморос. Насеље се налази на надморској висини од 1283 м.

## Становништво
Према подацима из 2010. године у насељу је живело 43006 становника.

### Хронологија
| Година       | 2000                  | 2005                  | 2010                  |
| ------------ | --------------------- | --------------------- | --------------------- |
| Становништво | 39693 (18805 / 20888) | 41042 (19197 / 21845) | 43006 (20357 / 22649) |

### Попис
| \| \| м \| \| \| ж \| \| 0—2 \| 1.262 \| \| \| 1.228 \| \| 3—5 \| 1.304 \| \| \| 1.258 \| \| 6—11 \| 2.712 \| \| \| 2.591 \| \| 12—14 \| 1.357 \| \| \| 1.362 \| \| 15—17 \| 1.387 \| \| \| 1.409 \| \| 18—24 \| 2.694 \| \| \| 2.969 \| \| 60+ \| 1.861 \| \| \| 2.380 \| \| Просек : \| 27,7 \| \| \| 29,6 \| |       |  |  |       |
| |       |  |  |       |
| | м     |  |  | ж     |
| 0—2 | 1.262 |  |  | 1.228 |
| 3—5 | 1.304 |  |  | 1.258 |
| 6—11 | 2.712 |  |  | 2.591 |
| 12—14 | 1.357 |  |  | 1.362 |
| 15—17 | 1.387 |  |  | 1.409 |
| 18—24 | 2.694 |  |  | 2.969 |
| 60+ | 1.861 |  |  | 2.380 |
| Просек : | 27,7  |  |  | 29,6  |

| #   | Индикатор                                                                                        | Вредност |
| --- | ------------------------------------------------------------------------------------------------ | -------- |
| 1   | Становништво од 0 до 2 године                                                                    | 2490     |
| 2   | Мушко становништво од 0 до 2 године                                                              | 1262     |
| 3   | Женско становништво од 0 до 2 године                                                             | 1228     |
| 4   | Становништво са 3 и више година                                                                  | 40396    |
| 5   | Мушко становништво са 3 и више година                                                            | 19028    |
| 6   | Женско становништво са 3 и више година                                                           | 21368    |
| 7   | Становништво са 5 и више година                                                                  | 38711    |
| 8   | Мушко становништво са 5 и више година                                                            | 18167    |
| 9   | Женско становништво са 5 и више година                                                           | 20544    |
| 10  | Становништво са 12 и више година                                                                 | 32531    |
| 11  | Мушко становништво са 12 и више година                                                           | 15012    |
| 12  | Женско становништво са 12 и више година                                                          | 17519    |
| 13  | Становништво са 15 и више година                                                                 | 29812    |
| 14  | Мушко становништво са 15 и више година                                                           | 13655    |
| 15  | Женско становништво са 15 и више година                                                          | 16157    |
| 16  | Становништво са 18 и више година                                                                 | 27016    |
| 17  | Мушко становништво са 18 и више година                                                           | 12268    |
| 18  | Женско становништво са 18 и више година                                                          | 14748    |
| 19  | Становништво од 3 до 5 година                                                                    | 2562     |
| 20  | Мушко становништво од 3 до 5 година                                                              | 1304     |
| 21  | Женско становништво од 3 до 5 година                                                             | 1258     |
| 22  | Становништво од 6 до 11 година                                                                   | 5303     |
| 23  | Мушко становништво од 6 до 11 година                                                             | 2712     |
| 24  | Женско становништво од 6 до 11 година                                                            | 2591     |
| 25  | Становништво од 8 до 14 година                                                                   | 6266     |
| 26  | Мушко становништво од 8 до 14 година                                                             | 3194     |
| 27  | Женско становништво од 8 до 14 година                                                            | 3072     |
| 28  | Становништво од 12 до 14 година                                                                  | 2719     |
| 29  | Мушко становништво од 12 до 14 година                                                            | 1357     |
| 30  | Женско становништво од 12 до 14 година                                                           | 1362     |
| 31  | Становништво од 15 до 17 година                                                                  | 2796     |
| 32  | Мушко становништво од 15 до 17 година                                                            | 1387     |
| 33  | Женско становништво од 15 до 17 година                                                           | 1409     |
| 34  | Становништво од 18 до 24 године                                                                  | 5663     |
| 35  | Мушко становништво од 18 до 24 године                                                            | 2694     |
| 36  | Женско становништво од 18 до 24 године                                                           | 2969     |
| 37  | Женско становништво од 15 до 49 година                                                           | 11877    |
| 38  | Становништво са 60 и више година                                                                 | 4241     |
| 39  | Мушко становништво са 60 и више година                                                           | 1861     |
| 40  | Женско становништво са 60 и више година                                                          | 2380     |
| 41  | Однос између мушкараца и жена                                                                    | 89.88    |
| 42  | Становништво од нуле до 14 година                                                                | 13074    |
| 43  | Становништво од 15 до 64 године                                                                  | 26802    |
| 44  | Становништво од 65 година и више                                                                 | 3010     |
| 45  | Просечан број деце                                                                               | 2.47     |
| 46  | Становништво рођено у ентитету                                                                   | 38783    |
| 47  | Мушко становништво рођено у ентитету                                                             | 18369    |
| 48  | Женско становништво рођено у ентитету                                                            | 20414    |
| 49  | Становништво рођено у другом ентитету                                                            | 3540     |
| 50  | Мушко становништво рођено у другом ентитету                                                      | 1640     |
| 51  | Женско становништво рођено у другом ентитету                                                     | 1900     |
| 52  | Становништво од 5 година и више резидентно у ентитету у јуну 2005. године                        | 37092    |
| 53  | Мушко становништво старосног доба од 5 година и више, резидентно у ентитету у јуну 2005. године  | 17228    |
| 54  | Женско становништво старосног доба од 5 и више година, резидентно у ентитету у јуну 2005. године | 19864    |
| 55  | Становништво од 5 година и више које је живело у другом ентитету у јуну 2005. године             | 710      |
| 56  | Мушко становништво старије од 5 година које је живело у другом ентитету у јуну 2005. године      | 377      |
| 57  | Женско становништво старије од 5 година које је живело у другом ентитету у јуну 2005. године     | 333      |
| 58  | Становништво од 3 године и више које говори аутохтони језик                                      | 284      |
| 59  | Мушко становништво старо 3 године и више које говори аутохтони језик                             | 134      |
| 60  | Женско становништво старо 3 године и више које говори аутохтони језик                            | 150      |
| 61  | Становништво од 3 године и више које говори аутохтони језик и не говори шпански језик            | 1        |
| 62  | Мушко становништво старо 3 године и више које говори аутохтони језик и не говори шпански         | 1        |
| 63  | Женско становништво старо 3 године и више које говори аутохтони језик и не говори шпански језик  | 0        |
| 64  | Становништво старо 3 године и више које говори аутохтони језик и шпански                         | 224      |
| 65  | Мушко становништво старо 3 године и више које говори аутохтони језик и шпански                   | 102      |
| 66  | Женско становништво старо 3 године и више које говори аутохтони језик и шпански                  | 122      |
| 67  | Становништво од 5 година и више које говори аутохтони језик                                      | 280      |
| 68  | Становништво од 5 година и више које говори аутохтони језик и не говори шпански језик            | 1        |
| 69  | Становништво од 5 година и више које говори аутохтони језик и говори шпански језик               | 222      |
| 70  | Становништво у домородачким домаћинствима                                                        | 613      |
| 71  | Становништво са ограничењима у активностима                                                      | 1673     |
| 72  | Становништво са ограниченим ходањем или кретањем, горе или доле                                  | 904      |
| 73  | Становници са ограничењима вида, чак и уз кориштење сочива                                       | 449      |
| 74  | Становништво са ограничењима говора, комуникације или конверзације                               | 148      |
| 75  | Становништво са ограниченим слухом                                                               | 164      |
| 76  | Становништво са ограничењима при одевању, купању или јелу                                        | 49       |
| 77  | Становништво са ограничењима у опажању или учењу једноставних ствари                             | 66       |
| 78  | Становништво са менталним ограничењима                                                           | 170      |
| 79  | Становништво без ограничења активности                                                           | 40906    |
| 80  | Становништво од 3 до 5 година које не похађа школу                                               | 819      |
| 81  | Мушко становништво од 3 до 5 година које не похађа школу                                         | 429      |
| 82  | Женско становништво од 3 до 5 година које не похађа школу                                        | 390      |
| 83  | Становништво од 6 до 11 година које не похађа школу                                              | 186      |
| 84  | Мушко становништво од 6 до 11 година које не похађа школу                                        | 116      |
| 85  | Женско становништво од 6 до 11 година које не похађа школу                                       | 70       |
| 86  | Становништво од 12 до 14 година које не похађа школу                                             | 243      |
| 87  | Мушко становништво од 12 до 14 година које не похађа школу                                       | 127      |
| 88  | Женско становништво од 12 до 14 година које не похађа школу                                      | 116      |
| 89  | Становништво од 15 до 17 година похађа школу                                                     | 1973     |
| 90  | Мушко становништво од 15 до 17 година похађа школу                                               | 952      |
| 91  | Женско становништво између 15 и 17 година живота у школи                                         | 1021     |
| 92  | Становништво од 18 до 24 године похађа школу                                                     | 1839     |
| 93  | Мушко становништво од 18 до 24 године похађа школу                                               | 904      |
| 94  | Женско становништво од 18 до 24 године похађа школу                                              | 935      |
| 95  | Становништво од 8 до 14 година које не може да чита и пише                                       | 201      |
| 96  | Мушко становништво старосног доба од 8 до 14 година које не може да чита и пише                  | 121      |
| 97  | Женско становништво старосног доби од 8 до 14 година које не може да чита и пише                 | 80       |
| 98  | Становништво од 15 година и више које је неписмено                                               | 2607     |
| 99  | Мушко становништво од 15 година и више које је неписмено                                         | 902      |
| 100 | Женско становништво од 15 година и више које је неписмено                                        | 1705     |
| 101 | Становништво старо 15 и више година без школовања                                                | 2908     |
| 102 | Мушко становништво старо 15 и више година без школовања                                          | 1071     |
| 103 | Женско становништво старо 15 и више година без школовања                                         | 1837     |
| 104 | Становништво старосног доба 15 и више година са непотпуним основним образовањем                  | 3830     |
| 105 | Мушко становништво старосног доба од 15 година и више са непотпуном основним образовањем         | 1743     |
| 106 | Женско становништво старосног доба 15 и више година са непотпуном основним образовањем           | 2087     |
| 107 | Становништво старо 15 и више година са комплетним основним образовањем                           | 4639     |
| 108 | Мушко становништво старо 15 година и више са комплетним основним образовањем                     | 2042     |
| 109 | Женско становништво старо 15 и више година са комплетним основним образовањем                    | 2597     |
| 110 | Становништво старосног доба 15 и више година са непотпуним средњим образовањем                   | 1580     |
| 111 | Мушко становништво старосног доба од 15 година и више са непотпуним средњим образовањем          | 853      |
| 112 | Женско становништво старосног доба од 15 година и више са непотпуним средњим образовањем         | 727      |
| 113 | Становништво старо 15 и више година са пуним секундарном образовањем                             | 5596     |
| 114 | Мушко становништво старосног доба од 15 година и више са пуним секундарном образовањем           | 2719     |
| 115 | Женско становништво старосног доба од 15 година и више са пуним секундарном образовањем          | 2877     |
| 116 | Становништво старије од 18 година са постосновним образовањем                                    | 10002    |
| 117 | Мушко становништво старије од 18 година са постосновним образовањем                              | 4687     |
| 118 | Женско становништво старије од 18 година са постосновним образовањем                             | 5315     |
| 119 | Просечна оцена школовања                                                                         | 8.47     |
| 120 | Просечан ниво образовања мушке популације                                                        | 8.7      |
| 121 | Просечан ниво образовања женског становништва                                                    | 8.28     |
| 122 | Економски активно становништво                                                                   | 17334    |
| 123 | Економски активна мушка популација                                                               | 10622    |
| 124 | Економски активна женска популација                                                              | 6712     |
| 125 | Становништво које није економски активно                                                         | 14970    |
| 126 | Мушко становништво које није економски активно                                                   | 4263     |
| 127 | Женско становништво које није економски активно                                                  | 10707    |
| 128 | Запослено становништво                                                                           | 16861    |
| 129 | Запослено мушко становништво                                                                     | 10239    |
| 130 | Запослено женско становништво                                                                    | 6622     |
| 131 | Незапослена популација                                                                           | 473      |
| 132 | Незапослена мушка популација                                                                     | 383      |
| 133 | Незапослена женска популација                                                                    | 90       |
| 134 | Становништво без права на здравствене услуге                                                     | 24931    |
| 135 | Становништво које има право на здравствене услуге                                                | 17838    |
| 136 | Становништво које има право на ИМСС                                                              | 7151     |
| 137 | Становништво које има право на социјално осигурање                                               | 4015     |
| 138 | Становништво које има право на државно социјално осигурање                                       | 1259     |
| 139 | Становништво које има право на опште осигурање или здравствено осигурање за нову генерацију      | 4586     |
| 140 | Становништво које је било једном или није било у браку током 12 година и више                    | 12389    |
| 141 | Венчано или уједињено становништво од 12 година и више                                           | 16566    |
| 142 | Становништво које је било у браку или уједињено 12 година и више                                 | 3484     |
| 143 | Становништво са католичком религијом                                                             | 38159    |
| 144 | Протестанти, еванђелисти и библијски следбеници различити од еванђелиста                         | 2835     |
| 145 | Становништво са другим религијама различитим од претходних                                       | 309      |
| 146 | Становништво без религије                                                                        | 874      |
| 147 | Укупно пописаних домаћинства                                                                     | 10639    |
| 148 | Пописна домаћинства на челу са мушкарцима                                                        | 7350     |
| 149 | Пописна домаћинства на челу са женама                                                            | 3289     |
| 150 | Становништво у пописним домаћинствима                                                            | 42693    |
| 151 | Становништво у пописним домаћинствима на челу са мушкарцима                                      | 31247    |
| 152 | Становништво у пописним домаћинствима на челу са женама                                          | 11446    |
| 153 | Укупно домаћинстава                                                                              | 14066    |
| 154 | Укупно насељених домаћинстава                                                                    | 10672    |
| 155 | Укупно приватних кућа                                                                            | 14033    |
| 156 | Насељени приватни домови                                                                         | 10639    |
| 157 | Укупно насељених приватних кућа                                                                  | 10671    |
| 158 | Ненасељене приватне куће                                                                         | 2368     |
| 159 | Појединачна домаћинства за привремену употребу                                                   | 1026     |
| 160 | Становници у насељеним приватним кућама                                                          | 42693    |
| 161 | Насељеност станара у приватним становима                                                         | 4.01     |
| 162 | Просечно становника по соби у приватним насељеним домаћинствима                                  | 1.1      |
| 163 | Појединачна домаћинства са подовима од различитих материјала од земље                            | 9666     |
| 164 | Појединачна домаћинства у приземљу                                                               | 866      |
| 165 | Појединачна домаћинства са једном спаваћом собом                                                 | 3905     |
| 166 | Појединачна домаћинства са две спаваће собе и више                                               | 6678     |
| 167 | Појединачна домаћинства са једним собом                                                          | 712      |
| 168 | Појединачна домаћинства са две собе                                                              | 2038     |
| 169 | Појединачна домаћинства са 3 собе и више                                                         | 7807     |
| 170 | Појединачна домаћинства која имају електрично светло                                             | 10528    |
| 171 | Појединачна домаћинства која немају електрично светло                                            | 61       |
| 172 | Појединачна домаћинства која имају водоводну воду у стамбеном простору                           | 10052    |
| 173 | Појединачна домаћинства која немају водоводну воду у стамбеном простору                          | 519      |
| 174 | Појединачна домаћинства која имају тоалет                                                        | 10432    |
| 175 | Појединачна домаћинства која имају канализацију                                                  | 10388    |
| 176 | Појединачна домаћинства која немају канализацију                                                 | 185      |
| 177 | Појединачна домаћинства која имају електрично светло, довод воде из јавне мреже и канализацију   | 9865     |
| 178 | Појединачна домаћинства без икаквих услова                                                       | 152      |
| 179 | Појединачна домаћинства која имају радио                                                         | 8451     |
| 180 | Појединачна домаћинства која имају телевизор                                                     | 10059    |
| 181 | Појединачна домаћинства која имају фрижидер                                                      | 8987     |
| 182 | Појединачна домаћинства која имају машину за веш                                                 | 7407     |
| 183 | Појединачна домаћинства која имају аутомобил или комби                                           | 3563     |
| 184 | Појединачна домаћинства која имају рачунар                                                       | 2713     |
| 185 | Појединачна домаћинства која имају фиксну телефонску линију                                      | 5109     |
| 186 | Појединачна домаћинства која имају мобилни телефон                                               | 6206     |
| 187 | Појединачна домаћинства која имају приступ интернету                                             | 1800     |
| 188 | Величина локације                                                                                | 9        |